# Nicodemita
Um nicodemita é uma pessoa suspeita de deturpar publicamente a sua fé religiosa para esconder as suas verdadeiras crenças. O termo às vezes é definido como referindo-se a um cristão protestante que viveu num país católico romano e escapou da perseguição ocultando o seu protestantismo.
A palavra é normalmente um termo depreciativo. Introduzido no discurso religioso do século XVI, o seu uso persistiu no século XVIII e depois desse século. Originalmente empregado principalmente por protestantes, era geralmente aplicado a pessoas de posição e prática religiosa publicamente conservadora que se pensava serem secretamente humanistas ou reformadas.
Friedrich Heer no seu livro The Medieval World (1961; tradução inglesa publicada em 1962) refere-se ao círculo do século XII em Chartres como mestres do nicodemismo, que ele descreve como "pensamentos perigosos, alusões perigosas a assuntos eclesiásticos e políticos da atualidade e sobretudo a ideias difíceis ou impossíveis de conciliar com o dogma da Igreja ou com as máximas da teologia vigente".
Na Inglaterra, durante os séculos XVII e XVIII, o insulto de nicodemismo era frequentemente aplicado àqueles suspeitos de crenças secretas socinianas, arianistas ou proto-deístas.

## Origem

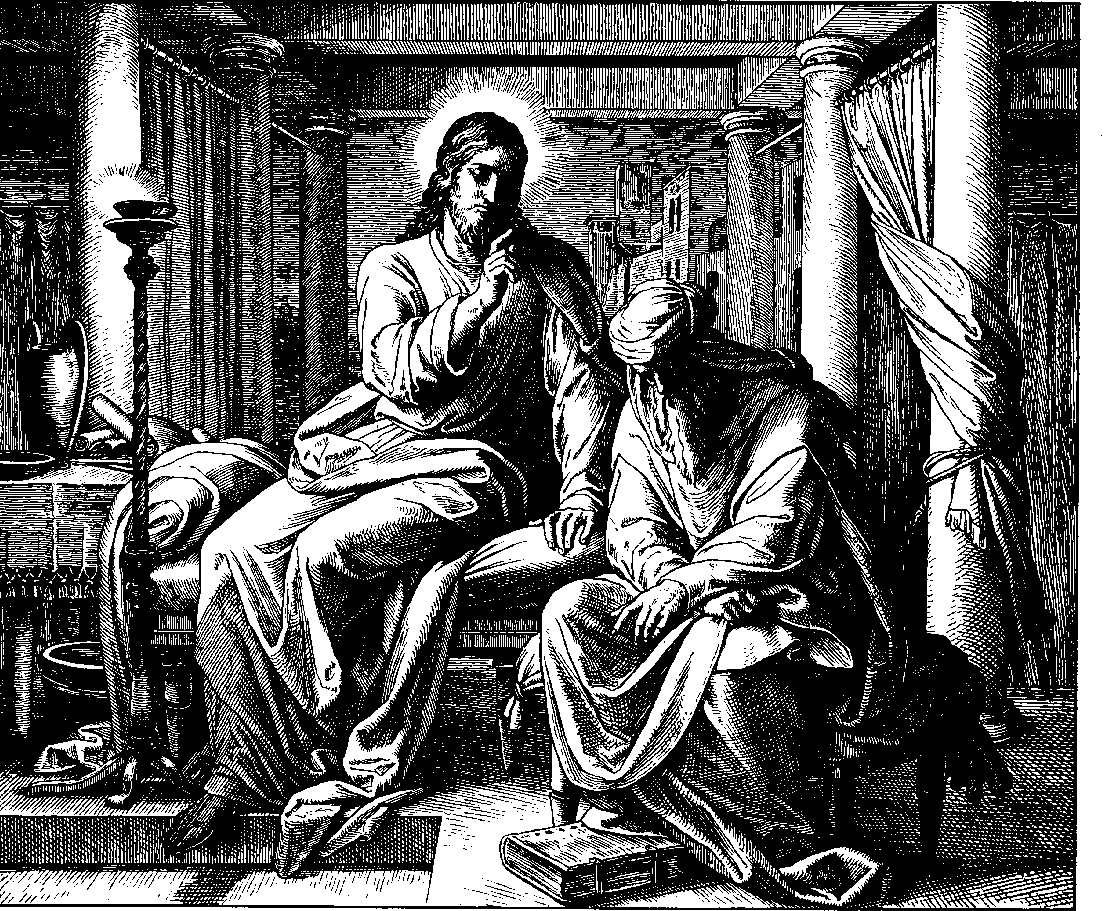
Nicodemos encontrando-se secretamente com Jesus à noite

O termo foi aparentemente introduzido por João Calvino (1509-1564) em 1544 no seu Excuse à messieurs les Nicodemites. Desde que a monarquia francesa aumentou a sua acusação de heresia com o Édito de Fontainebleau (1540), tornou-se cada vez mais perigoso professar publicamente crenças dissidentes, e buscava-se refúgio em imitar Nicodemos.
No Evangelho segundo João (João 3:1-2) aparece o personagem Nicodemos, um fariseu e membro do Sinédrio. Embora aparentemente permanecendo um judeu piedoso, ele vem a Jesus secretamente à noite para receber instruções. Embora ele se tenha tornado um santo, a sua dupla lealdade era um tanto suspeita.

E havia entre os fariseus um homem, chamado Nicodemos, príncipe dos judeus.

Este foi ter de noite com Jesus, e disse-lhe: Rabi, bem sabemos que és Mestre, vindo de Deus; porque ninguém pode fazer estes sinais que tu fazes, se Deus não for com ele.

## Notáveis suspeitos de serem nicodemitas
- Edward Courtenay, 1º Conde de Devon (c.1527–1556), cortesão de Maria I da Inglaterra[8]
- Tomás Cranmer (1489–1556), primeiro arcebispo anglicano de Canterbury sob Henrique VIII da Inglaterra[9]
- Michelangelo (1475–1564), que esculpiu um retrato de si mesmo como Nicodemos na sua Pietà florentina[10]
- Isaac Newton (1643-1727), eminente cientista e teólogo[6]
- Reginald Cardinal Pole (1500–1558), último arcebispo católico romano de Canterbury[11]